# Elde College
Het Elde College is een scholengemeenschap die op 1 augustus 1995 is ontstaan door een fusie van het Skinlecollege en De Steeg in Schijndel en de mavo Ruwenberg in Sint-Michielsgestel.
De belangrijkste reden voor de fusie was de verbetering van de mogelijkheden en het uitgebreider aanbod aan onderwijsrichtingen. Door deze fusie ontstond een school met een breed aanbod, van ivbo tot en met atheneum. Het Elde college is een katholieke school die open staat voor alle godsdiensten of levensbeschouwingen.

## Geschiedenis
Op 1 augustus 1995 ontstond er een fusie van drie scholen voor het voortgezet onderwijs. Namelijk het Skinlecollege en De Steeg in Schijndel en de mavo Ruwenberg in Sint-Michielsgestel.
In 1997 werd door het ministerie vergunning verleend om een gymnasium aan het brede onderwijsaanbod toe te voegen. Met ingang van het schooljaar 1999-2000 is het ivbo veranderd in lwoo, leerweg ondersteunend onderwijs.
Vanaf 1 augustus 2002 is het praktijkonderwijs toegevoegd aan het Elde College en vanaf september 2004 wordt tweetalig vwo aangeboden
De naam "Elde College" is bedacht door Francine Steenbakkers. Zij was de winnares van de prijsvraag die speciaal voor de nieuwe naam werd uitgeschreven. De naam "Elde" werd door de jury, onder leiding van de Schijndelse gemeentesecretaris J. Ewalds, unaniem gekozen uit de 441 ingezonden suggesties. Elde is ontleend aan de "Bodem van Elde" een naam die al in 1314 in de archieven voorkomt. Het was een gebied behorende bij Schijndel, Sint-Michielsgestel, Boxtel en Sint-Oedenrode. Het beheer van deze "gemeijnte" zoals de gemeenschappelijke grond genoemd werd, was in handen van acht schutters uit de genoemde dorpen.
Voor de scholengemeenschap zijn dit de gemeenten, waaruit zijn haar leerlingen betrekt.

## Niveaus
De niveaus van het Elde College zijn anno 2015:
- TVWO (tweetalig VWO);
- Atheneum;
- Havo;
- VMBO:
  - VMBO-T;
  - VMBO-G;
  - VMBO-K;
  - VMBO-B;
- LWT;
- Praktijkonderwijs;

## Leerlingen
De school heeft ongeveer 2700 leerlingen en heeft veel gebouwen, waarbij de belangrijkste A,B,C,G en H zijn. (G is in Sint-Michielsgestel). De leerlingen komen uit verschillende dorpen in de regio waarvan de meeste uit Schijndel komen.
Statistieken 'waar komen de leerlingen vandaan'
- 2005
  - Schijndel: 52%
  - Sint-Michielsgestel: 21%
  - Sint-Oedenrode: 17%
  - Overige gemeenten: 10%

- 2006
  - Schijndel: 49%
  - Sint-Michielsgestel: 22%
  - Sint-Oedenrode: 17%
  - Overige gemeenten: 12%

- 2007
  - Schijndel: 45%
  - Sint-Michielsgestel: 22%
  - Sint-Oedenrode: 18%
  - Overige gemeenten: 15%

- 2008
  - Schijndel: 44%
  - Sint-Michielsgestel: 22%
  - Sint-Oedenrode: 17%
  - Overige gemeenten: 17%

- 2009
  - Schijndel: 43%
  - Sint-Michielsgestel: 21%
  - Sint-Oedenrode: 18%
  - Overige gemeenten: 18%

- 2010
  - Schijndel: 42%
  - Sint-Michielsgestel: 21%
  - Sint-Oedenrode: 19%
  - Overige gemeenten: 18%